# Scaligeri
La familia Della Scala (de la Escalera) o Scaligeri fue un linaje que ejerció la señoría en Verona (Italia) desde 1260 a 1387.

## Ancestros y ascenso al poder
Como ancestro se menciona al noble Arduino que murió hacia en 1014, dejando un hijo llamado Adan (Adan Balduino) muerto en 1035, padre de Sigeberto della Scala, a su vez padre de Jacopino della Scala.
Jacopino tuvo cuatro hijos: Manfredo della Scala fue obispo de Verona en 1241. Mastino I della Scala asumió la señoría de la ciudad en 1260 hasta en 1277 en que lo sucedió su hermano Alberto I della Scala, que era "podestà" de Mantua. El cuarto hijo fue Bocca della Scala.

## Dinastía
Alberto I della Scala murió en 1301 y lo sucedió su hijo Bartolomeo I della Scala, y en 1304 su hermano Alboino I della Scala que era el "podestà" de Mantua. Murió en 1311 y lo sucedió en Verona su pariente Frederic della Scala como podestà, junto con Alberto II della Scala (hijo de Alboino I) y su propio hermano Cangrande I della Scala. en 1317 Frederic ejerció el poder en Módena y en 1321 en Bérgamo.
Cangrande I murió en 1329 y entonces Alberto II gobernó asociado a su hermano Mastino II della Scala que murió en 1351, siguiendo Alberto II hasta 1352. La sucesión pasó a los hijos de Mastino II, Cangrande II della Scala (1352-1359), Cansignoro della Scala (1359-1375) y Paolo Alboino della Scala (1359-1365) con una breve usurpación en 1354 de su hermanastro Fregnano della Scala. 

## Luchas internas y caída
Cangrande II murió en 1359 asesinado por su hermano Cansignoro, y sólo dejó un hijo ilegítimo llamado Guillermo della Scala. Pablo Alboino fue encarcelado en 1365 y asesinado en 1375, y finalmente Cansignoro murió en 1375. Ninguno de ellos dejó hijos legítimos y el poder pasó a los hijos ilegítimos de Cansignoro, Bartolomeo II della Scala (1375-1381) y Antonio I della Scala (1375-1387), con quienes se acabó el poder de los Della Scala después de la ocupación de Verona por Milán. El hijo de Antonio I, Canfrancesco della Scala, que reclamaba la señoría, intentó sin éxito recuperar Verona en 1390 y murió en 1392.
Posteriormente, en 1404, llegaron al poder con el apoyo del pueblo de Verona, Guillermo della Scala, el bastardo de Cangrande II, y sus hijos Brunoro della Scala y Antonio II della Scala, expulsando a los milaneses. Sin embargo, poco después Verona se sometió a Venecia en la Guerra de Padua (1405). Un hermano de los Brunoro y Antonio II, Nicodemo (muerto en 1443), fue obispo de Freising.

## Scaligeri posteriores
Los últimos representantes de los Scaligeri residieron en la corte imperial e intentaron repetidamente recuperar Verona con la ayuda de levantamientos populares. Tras el derrocamiento de los Scaligeri, dos autoproclamados miembros de la familia, Giulio Cesare della Scala (también conocido como Julio César Scaliger) y su hijo Joseph Justus Scaliger, se labraron una reputación como eruditos humanistas, aunque su relación con la histórica familia Scaliger es controvertida.
Los hijos de Guglielmo se dispersaron ampliamente: Brunoro se fue a Alemania, mientras que Nicodemo siguió la carrera eclesiástica, llegando a ser obispo de Freising; la mayoría de los hermanos murieron y fueron enterrados en Viena. Paolo se casó con Amalia von Frauenberg y fundó la rama bávara de la familia von der Leiter , que sobrevivió hasta 1598.

## Tumbas
La iglesia de Santa Maria Antica en Verona está rodeada por las tumbas de los Scaligeri en forma de santuarios góticos, o tempietti, que encierran sus sarcófagos: Cangrande della Scala está conmemorado con una estatua ecuestre; Cansignorio por un monumento gótico de mármol de Bonino da Campione, 1374.

## Señores de Verona de la familia Della Scala (Scaligeri)
- Mastino I (1259-1277)
- Alberto I (1277-1301)
- Bartolomé I (1301-1304)
- Alboino I (1304-1311)
- Frederic (1311-1313)
- Cangrande I (1308-1329)
- Mastino II (1329-1351)
- Alberto II (1329-1352)
- Cangrande II (1352-1354)
- Fregnano (1354)
- Cangrande II (segunda vez) (1354-1359)
- Cansignorio (1359-1375)
- Pablo Alboino (1359-1365)
- Bartolomé II (1375-1381)
- Antonio I (1375-1387)

## Pretendientes
- Canfrancesco (1390)
- Guillermo (1404)
- Brunoro (1404)